# Björn Vleminckx
Björn Vleminckx (* 1. Dezember 1985 in Boom) ist ein ehemaliger belgischer Fußballspieler. Er spielte zuletzt für den belgischen Amateurverein FC Oppuurs.

## Laufbahn

### Verein
In Kindertagen spielte Vleminckx in seiner flämischen Heimat bei Excelsior Puurs und ein Jahr bei KSV Bornem, ehe er als Zehnjähriger in die Jugend des KSK Beveren kam, bei dem er in der Saison 2002/03 in die erste Mannschaft aufstieg. Am 5. April 2003 gab er sein Debüt in der Ersten Division, als er in der 76. Minute beim 6:0-Sieg gegen den KV Mechelen eingewechselt wurde. In der Folgesaison erzielte der Stürmer im Mai 2004 seine ersten Ligatore. Im Pokal brachte ein Tor Vleminckx’ gegen Germinal Beerschot Beveren ins Halbfinale und damit später ins Endspiel gegen den Club Brügge, in dem Vleminckx zehn Minuten vor Schluss eingewechselt wurde, jedoch die 2:4-Niederlage nicht verhindern konnte. Trotz seiner 18 Ligaeinsätze war er in dieser Saison aber nicht über den Status eines Ersatzmanns hinter den Ivorern Constant Kipre Kaiper und Moussa Sanogo hinausgekommen. Auch in der Saison 2004/05 blieb er in der Rolle des Reservisten stecken, erzielte in der Liga keine Tore, konnte jedoch beim 1:6 gegen Dinamo Zagreb im UEFA-Pokal einen der beiden Treffer der Belgier in der Gruppenphase erzielen. Nach der Saison wechselte er in die zweite Division, um bei KV Ostende Spielpraxis zu sammeln. Hier erzielte der Mittelstürmer acht Tore in 30 Saisonspielen.
Zur Saison 2006/07 wechselte Vleminckx innerhalb der zweiten Liga zu KV Mechelen. Hier wurde er Stammspieler und mit 16 Toren einer der Garanten dafür, dass die Mechelner am Ende der Saison als Tabellenzweiter wieder in die Erste Division aufstiegen. In seinen weiteren zwei Jahren in der höchsten belgischen Spielklasse erzielte er 21 Tore in 61 Spielen, ehe er zur Saison 2009/10 vom NEC aus dem niederländischen Nijmegen für die Eredivisie verpflichtet wurde. Schon in seiner ersten Spielzeit war er Stammspieler, erzielte acht Treffer in 32 Spielen. In der folgenden Saison profitierte er davon, dass Patrick Kluivert als Stürmertrainer zu NEC kam. Dank Kluivert wurde Vleminckx zum Torjäger und stellte am 9. April 2011 einen Vereinsrekord ein: wie Hans Venneker 43 Jahre zuvor kam Vleminckx auf 19 Ligatore für NEC in einer Saison. Beim 5:0-Sieg gegen Roda JC Kerkrade am 33. Spieltag erzielte Vleminckx vier weitere Tore, darunter einen Hattrick in der zweiten Spielhälfte, und wurde mit 23 Treffern Torschützenkönig der Eredivisie.
Zur Saison 2011/12 kehrt Vleminckx in seine belgische Heimat zurück, zum Erstdivisionär FC Brügge.
Zur Rückrunde 2012/13 wurde er für den Rest der laufenden Spielzeit an den türkischen Erstligisten Gençlerbirliği Ankara mit einer anschließenden Kaufoption ausgeliehen.
Zur Saison 2014/15 wechselte er innerhalb der Süper Lig zum Aufsteiger Kayseri Erciyesspor und folgte damit seinem Trainer Fuat Çapa. Bei diesem Verein spielte er die nachfolgenden zwei Spielzeiten lang. Im Sommer 2015 heuerte er beim türkischen Zweitligisten Göztepe Izmir an.
Zur Saison 2016/17 kehrte er nach Belgien zurück und wurde von Royal Antwerpen verpflichtet. Hier spielte er eine Saison in der zweiten Liga und wurde dann in das Reserveteam versetzt. Im Juli 2019 wechselt er zum Amateurverein FC Oppuurs in die sechstklassige Provinciale 1 Antwerpen, wo er zwei Jahre später seine Spielerkarriere beendete.

### Nationalmannschaft
Björn Vleminckx nahm mit der belgischen U-19-Nationalmannschaft an der Europameisterschaft 2004 teil. Er gehörte aufgrund von Absagen zahlreicher Stammspieler während des Kirin Cups 2009 erstmals zum Kader der A-Nationalmannschaft. Im August 2009 berief ihn Interimstrainer Frank Vercauteren auch ohne Personalnot neben den Stammkräften Moussa Dembélé, Tom De Sutter und Wesley Sonck in den Kader für das Freundschaftsspiel gegen die Türkei. Auf seinen ersten Einsatz bei den Roten Teufeln musste Vleminckx aber noch ein Jahr warten. Erst am 11. August 2010 debütierte er unter Trainer Georges Leekens in einem Freundschaftsspiel in Turku, das Belgien durch ein Eigentor von Vincent Kompany gegen die finnischen Gastgeber mit 0:1 verloren. Vleminckx wurde in der 73. Spielminute für Axel Witsel eingewechselt. Im Februar 2011 kam er erneut zu einem Kurzeinsatz für sein Land.